# 水唇镇
水唇镇，是中华人民共和国广东省汕尾市陆河县下辖的一个乡镇级行政单位。

## 行政区划
水唇镇下辖以下地区：
水唇社区、南跃村、南进村、护砼村、墩塘村、黄塘村、高塘村、万山村、下社村、水唇村、高丰村、新丰村、吉龙村、石船村、罗洞村和中和村。